# Vuelo 2860 de United Airlines
El vuelo 2860 de United Airlines fue un vuelo de carga nacional programado en los Estados Unidos desde San Francisco (California) a Chicago, Illinois, con una parada intermedia agregada en Salt Lake City, Utah. El 18 de diciembre de 1977, operado por uno de los Jet Traders McDonnell Douglas DC-8-54AF de la aerolínea, registro N8047U, el vuelo estaba en un patrón de espera en Utah y se estrelló contra una montaña en la Cordillera Wasatch cerca de Kaysville. Los tres miembros de la tripulación, los únicos ocupantes del avión, murieron en el accidente.

## Causa
La Junta Nacional de Seguridad del Transporte dedujo que la causa del accidente fue la "emisión del controlador y la posterior aceptación de la tripulación de vuelo de una autorización de retención incompleta y ambigua". La tripulación de vuelo fue citada por su incumplimiento de las pautas establecidas de falta de comunicación y la falta de adherencia a los procedimientos de espera establecidos. Los problemas eléctricos del avión fueron citados como un factor contribuyente.
Además, se descubrió que la grabadora de voz de la cabina del vuelo no funcionaba, evitando que la investigación del accidente identificara cualquier factor que contribuyera en la cabina.

## Resumen de eventos
A última hora del sábado 17 de diciembre de 1977, el vuelo 2860 de United Airlines partió de San Francisco a las 11:17 p. m. PST (12:17 a. m. MST ). La tripulación de tres hombres consistía en el Capitán John Fender, de 49 años; Primer oficial Phillip Modesitt, 46 años; y el ingeniero de vuelo Steve Simpson, de 34 años. La escala intermedia en Salt Lake City se había agregado varias horas antes. Cuando el vuelo estuvo cerca de Salt Lake City, menos de una hora después, a la 1:11 a. m. MST, la tripulación comunicó por radio al aeropuerto que tenían problemas eléctricos y solicitó autorización para mantener el tiempo necesario para comunicarse con el mantenimiento de la compañía. Se aprobó la autorización y el vuelo entró en un patrón de espera. 
Durante los siguientes siete minutos y medio, mientras estaba en un patrón de espera, el vuelo estuvo ausente de la frecuencia de control de aproximación y entró en un área de terreno peligroso. El vuelo contactó con el mantenimiento e informó que estaban teniendo problemas eléctricos y que varias luces del tren de aterrizaje no funcionaban. Después de discutir los problemas con el mantenimiento y decidir ponerse en contacto con la torre para preparar el equipo de emergencia, restablecieron el contacto con la torre en Salt Lake City. 
El controlador de servicio notó la situación del vuelo 2860, pero no pudo contactar el vuelo hasta que volvió a entrar en la frecuencia de aproximación. El controlador inmediatamente le dijo al vuelo 2860 que estaba cerca del terreno a su derecha, e instituir un giro inmediato a la izquierda. Al no recibir una respuesta, el controlador repitió sus instrucciones, a lo que el vuelo 2860 respondió. Quince segundos después, el mismo controlador le dijo al Vuelo 2860 que subiera a 8,000 pies (2,440 m). El vuelo informó que estaba subiendo a 8,000 desde 6,000 pies (1,830 m). Once segundos después, a la 1:38 a. m., el vuelo se estrelló contra una cresta de montaña de 7,665 pies (2,336 m) a 7,200 pies (2,195 m). 
La oficina del sheriff en Farmington reportó el sonido de una explosión y el subsiguiente ruido retumbando en el suelo. El despachador llamó al aeropuerto para preguntar si un avión había desaparecido. La primera respuesta fue no. Más preguntas revelaron que se trataba de un avión de carga. La oficina del sheriff organizó un equipo de rescate que encontró los cuerpos y los escombros. El equipo de rescate informó que ninguna parte del avión más grande que un maletín sobrevivió al accidente. El "eco" del accidente se pudo ver en la ladera de la montaña durante varios años después.
Testigos en Kaysville y Fruit Heights vieron un avión volando a poca altura. Poco después, todos vieron un resplandor anaranjado hacia el este, que continuó durante tres o cuatro segundos. Todos los testigos reportaron lluvia en el área, y varios lo reportaron como pesado. Los tres ocupantes del vuelo fallecieron y el avión quedó destruido.